# Premio Lissone 2002
Il premio Lissone 2002 ebbe luogo dal 15 dicembre 2002 al 23 febbraio 2003.
L'edizione fu curata da Flaminio Gualdoni

## Giuria
Walter Guadagnini, Fernando De Filippi, Flaminio Gualdoni, Ermes Meloni, Palo Vergani.

## Commissione per gli inviti
Alessandro Riva, Michele Robecchi, Maurizio Sciaccaluga.

## Artisti partecipanti
Angelo Bellobono, Matteo Bergamasco, Danilo Bucella, Alberto Castelli, Luca Conca, Valentina D’Amaro, Andrea Di Marco, Saverio Pieralli, Valentina Favi, Gavino Ganau, Federico Lombardo, Marco Memeo, Davide Nido, Paolo Quaresima, Giuseppe Restano, Robert Shore.

## Primo premio
Matteo Bergamasco (Milano, 1982), vince il primo premio. A proclamare il vincitore è stato Vasco Bendini.